# Ateneo Enciclopédico Popular
El Ateneo Enciclopédico Popular, AEP, (en catalán Ateneu Enciclopèdic Popular- Centre de Documentació Històrica i Social) es una asociación civil cultural fundada en Barcelona, España, en el año 1902 por un grupo de intelectuales y obreros pretendiendo una sociedad de neutra cultura como emancipación sin ningún tipo de filiación política o ideológica. Clausurado por las tropas franquistas en enero de 1939 al ser ocupada la ciudad condal, fue legalizado de nuevo en 1980. 
En la actualidad es centro de documentación que forma parte de la Federación de Ateneus de Catalunya, junto a ateneos y centros culturales de todo tipo de Cataluña. También están asociaciados con la Fundación Antonio Machado de Colliure, participa en la Federación Internacional de Centros de Estudios Libertarios y Documentación (FICELD), y es el segundo archivo más grande del movimiento obrero mundial tras el IISG de Ámsterdam.

## Primera etapa: El AEP
La idea de fundar el Ateneo Enciclopédico Popular surgió de un encuentro de Josep Tubau, Eladi Gardó y Francesc Layret, estudiante de filosofía y derecho muy implicado con la problemática social y cultural de la clase obrera, en la Universidad de Barcelona. Se sucedieron diversas reuniones en el local de la Asociación de Coros de Anselmo Clavé , a las cuales se fueron incorporando diversas personas con las mismas inquietudes y sensibilización por la represión a causa de la fracasada huelga general de 1902; el economista Pedro Corominas, el periodista republicano Ignasi Bo, Eduard Marquina, Ernest Vendrell, el pedagogo y político de la coalición republicanosocialista Luis de Zulueta o el neomalthusiano Luis Bulffi de Quintana entre otros.
Se inspiró en el Ateneu Català de la Classe Obrera creado en 1861 y, como éste, tuvo un papel centrado en la orientación obrera, campañas contra la guerra y de respeto a la jurisdicción civil, y la defensa de los derechos humanos y la democratización de la cultura. Llegó a tener 25.000 socios en esta primera etapa, participando activamente varias personalidades como el poeta Federico García Lorca, Salvador Seguí, Joan Salvat-Papasseit encargado de la sección de la biblioteca durante una larga temporada, Joaquim Maurín, Víctor Colomer, Manuel Ainaud Sánchez, Albert Bastardas, Jaume Aiguader, Josep Maria de Sucre, Joan Amades, Ángel Pestaña o el ilustrador y cartelista Carles Fontseré, quien diseñó el logotipo de la entidad representando a Francesc Layret, entre muchos.

### Años de cultura y expansión: 1903-1923
Varias secciones recogían las actividades de los socios y organizaban cursos y conferencias. En poco tiempo, el Ateneo se convirtió en todo un referente llegando a tener un diverso número de secciones.

### El Ateneo bajo la dictadura
Durante los años de dictadura de Primo de Rivera tuvieron su espacio en el Ateneo "Los Idealistas Prácticos". Su sede social se encontraba en un edificio de la calle del Carme en Ciutat Vella, contando con una delegación en una calle próxima e incluso un chalé en el Sitjar de La Molina (Cerdaña), expoliado posteriormente por la Falange al acabar la guerra civil española y que actualmente es propiedad de la Generalidad de Cataluña. 

### Segunda República: pedagogía y civismo
El Ateneo disponía una escuela nocturna , organizó diversas campañas durante la Segunda República contra el paro obrero, el Frente de Paz contra la Guerra, en defensa de los mosaicos romanos de Tosa de Mar o pro las Olimpiadas Populares entre muchas; además de una biblioteca en cuyo homenaje a sus dos benefactores, Josep Campamà y Joaquim Arlunins se realizaron diversos actos, destacando el del 20 de febrero de 1932 presidido por Francesc Macià (presidente de la Generalidad de Cataluña que se asoció tras el evento) y acompañado por Jaume Aiguader (alcalde de Barcelona).
La última de sus tareas antes de la caída de la Segunda República fue la organización de una campaña pro cultura popular. 

### Los años de la guerra civil española
La mayoría de los archivos y la rica biblioteca del Ateneo se perdieron a raíz de la quema de la sede por las tropas franquistas de ocupación en enero de 1939, inspiradas por el general Mola, quien tenía la consigna de acabar con la cultura obrera y por ello quemaron todos sus documentos, inmuebles y enseres. Los que se salvaron fueron al archivo de Salamanca, aunque parte de su biblioteca a los fondos de la Biblioteca de la Universidad Central de Barcelona.

## Nueva etapa: CDHS-AEP
En el año 1977, por iniciativa y dinamización de un grupo de antiguos socios y miembros casi en exclusiva de ideología libertaria se constituyó el Centro de Documentación Histórico-Social, entre cuyos fundadores se encontraban Tana Andrade, Abel Paz, Ernest Núñez, Cipriano Damiano, Carmen García y Mari Cruz Carmona, cuya acta fundacional data del 25 de septiembre de 1978. Fue el punto de inicio para la recuperación del Ateneo, legalizado de nuevo el 12 de julio de 1980 según oficio del Gobierno Civil, con idéntica voluntad progresista, plural, cultural y popular que caracterizó la etapa anterior.
El Ateneo, en esta segunda etapa, realiza actividades como exposiciones, debates, conferencias, exposiciones culturales, publicaciones, actos solidarios; el Centro de Documentación Histórico-Social es uno de los archivos más completos sobre el movimiento obrero de los siglos XIX y XX de Cataluña principalmente. Edita el boletín semestral Enciclopèdic Noticiari y participa en la edición y coedición de libros. 
- Sección literaria-poética

- Sección biblioteca, hemeroteca y archivo

Fuente de consulta para historiadores, documentalistas y estudiantes, estando abierta al público en general para consultas de su fondo documental.
Dispone de unos fondos de 38.000 libros y 12.000 cabeceras de diarios, revistas, boletines, correspondencias, así como dosieres relacionados con los movimientos sociales y obreros desde la Primera Internacional hasta la actualidad. Desde el año 2007 hay una campaña para recuperar su patrimonio incautado durante la guerra civil española, en gran número almacenado en los Archivos de Salamanca.
- Sección Historia Contemporánea

En el año 2000, el AEP editó el libro Una historia de Barcelona. L’Ateneu Enciclopèdic Popular, 1902-1999 escrito por el historiador y presidente de la asociación durante muchos años, Ferran Aisa, por el cual le fue otorgado el Premio Ciudad de Barcelona:

... a Ferran Aisa, pel llibre Una història de Barcelona. Ateneu Enciclopèdic Popular (1902-1999), perquè fa una aportació remarcable a la història d'una institució cabdal de la cultura popular barcelonina del segle XX.
... a Ferran Aisa, por el libro Una història de Barcelona. Ateneu Enciclopèdic Popular (1902-1999), porque hace una aportación remarcable en la historia de una institución cabecera de la cultura popular barcelonina del siglo XX.